# Nikolaj Iliew
Nikolaj Stefanow Iliew (bulgarisch Николай Стефанов Илиев, wiss. Transliteration Nikolaj Stefanov Iliev; * 31. März 1964 in Sofia) ist ein ehemaliger bulgarischer Fußballspieler.

## Karriere
Iliew spielte in der Saison 1991/92 mit Hertha BSC in der 2. Bundesliga Nord spielte. Der Abwehrspieler erzielte in zehn Spielen ein Tor und erreichte mit Hertha den dritten Platz. Iliew begann seine Karriere 1983 bei Lewski Sofia. Nach sechs Jahren wechselte er 1986 zum FC Bologna, bevor er 1991 zu Hertha BSC kam. Nach seiner Rückkehr zu Lewski Sofia spielte er eine Saison für den Verein aus der bulgarischen Hauptstadt. Letzte Station seiner aktiven Zeit war Stade Rennes, wo er nach der Saison 1994/95 seine Karriere beendete.
Iliew spielte in 54 Länderspielen für die bulgarische Fußballnationalmannschaft und erzielte fünf Tore. Er gehörte auch zum bulgarischen Nationalteam, das 1994 das Halbfinale bei der Fußball-Weltmeisterschaft 1994 erreichte.
1987 wurde Iliew zum bulgarischen Fußballer des Jahres gewählt.

## Erfolge
- Bulgarischer Meister: 1983/84, 1984/85, 1987/88, 1992/93
- Bulgarischer Pokalsieger: 1983/84, 1985/86